# Igarapé do Meio
Igarapé do Meio là một đô thị thuộc bang Maranhão, Brasil. Đô thị này có diện tích 392,847 km², dân số năm 2007 là 11394 người, mật độ 29 người/km².